# 坎特伯雷 (英國國會選區)

選區在肯特郡的位置

坎特伯雷（英語：Canterbury），英國國會一郡選區，位於英格蘭東南部肯特郡，包括坎特伯雷的大部份。設於1295年。1660年起設兩議席，1885年成為單選區。
本區議席自1885年以來一直為保守黨人士所佔據。2010年大選中自1987年起任議員的朱利安·布拉西爾以44.8%選票勝出該區連任成功。